# Liste der Landschaftlich Schönen Orte in der Präfektur Kagoshima

Lage der Präfektur Kagoshima (rot)

Diese Liste der Landschaftlich Schönen Orte in der Präfektur Kagoshima umfasst Landschaftlich Schöne Orte der japanischen Präfektur Kagoshima. Diese können auf nationaler Ebene durch den Minister für Bildung, Kultur, Sport, Wissenschaft und Technologie oder den Leiter des Amtes für kulturelle Angelegenheiten ausgewiesen werden sowie auf Präfektur- oder Gemeindeebene. Neben den ausgewiesenen gibt es noch registrierte Landschaftlich Schöne Orte, die begrenztere Unterstützung und Schutz erhalten. Der Schutz und Erhalt der Stätten ist nach dem 1950 in Kraft getretenen Kulturgutschutzgesetz geregelt, welches das „Gesetz zum Erhalt historischer und landschaftlich schöner Stätten und Naturdenkmäler“ (史蹟名勝天然紀念物保存法 Shiseki meishō tennenkinenbutsu hozonhō) von 1919 ablöste.

## Auszeichnungskriterien
Mögliche Auszeichnungskriterien für Landschaftlich Schöne Orte sind:
1. Parks und Gärten
2. Brücken und Dämme
3. Blühende Bäume, blühende Wiesen, Laubfärbung im Herbst, grüne Bäume und andere Orte mit dichtem Bewuchs
4. Orte mit Vögeln, Wildtieren, Fischen, Insekten und anderem
5. Felsen und Höhlen
6. Schluchten, Wasserfälle, Gebirgsbäche, Abgründe
7. Seen, Sümpfe, Feuchtgebiete, schwimmende Inseln, Quellen
8. Sanddünen, Nehrungen, Küsten, Inseln
9. Vulkane, Onsen
10. Berge, Hügel, Hoch- und Tiefebenen, Flüsse
11. Aussichtspunkte

## Legende
- Denkmal: Name des Landschaftlich Schönen Ortes; darunter steht die japanische Bezeichnung
- Lage: Lage des Ortes sowie Koordinaten
- Beschreibung und Anmerkungen: Kurze Beschreibung des Ortes sowie eventuelle Anmerkungen zu weiteren Ausweisungen
- Ausweisungsdatum: Datum der Ausweisung als Landschaftlich Schöner Ort und zusätzlich bei Besonderen Landschaftlich Schönen Orten in Klammern das Ausweisungsdatum als Besonderes Naturdenkmal
- Typ: Nummer des Auszeichnungskriteriums oder der Auszeichnungskriterien
- Links: Weblink zum Landschaftlich Schönen Ort in der Datenbank der Nationalen Kulturgüter Japans sowie auf den Wikidata-Eintrag (Symbol: )
- Bild: Repräsentatives Bild des Landschaftlich Schönen Ortes und gegebenenfalls ein Link zu weiteren Fotos des Kulturdenkmals im Medienarchiv Wikimedia Commons

## National ausgewiesene Landschaftlich Schöne Orte
Stand August 2022 sind fünf Orte in der Präfektur Kagoshima auf nationaler Ebene als Landschaftlich Schöne Orte ausgewiesen.
| Denkmal                                                                                            | Lage                  | Beschreibung und Anmerkungen | Ausweisungsdatum | Typ | Links | Bild            |
| -------------------------------------------------------------------------------------------------- | --------------------- | --- | ---------------- | --- | ----- | --------------- |
| Tamazato-Garten des ehemaligen Shimazu-Klans 旧島津氏玉里邸庭園 Kyū-Shimazu-shi Tamazato-tei teien | Kagoshima (Karte)     | Der Garten des ehemaligen Shimazu-Clans liegt in den nördlichen Hügeln der Stadt Kagoshima im Westen des Berges Atago (愛宕山 Atago-san). Er soll 1835 von Shimazu Narioki (島津斉興; 1791–1859), dem 27. Oberhaupt des Shimazu-Klans, erbaut worden sein. In der flachen, östlichen Hälfte wurde ein Teichgarten namens „Kamioniwa“ angelegt. Auf der niedrigeren, westlichen Hälfte befinden sich der Garten „Shimo-niwa“ und ein Teehaus. | 26. Juli 2007    | 1   |       |                 |
| Shibushi-Fumoto-Gärten 志布志麓庭園 Shibushi Fumoto teien                                          | Kagoshima (Karte)     | Die Ausweisung umfasst die Gärten der Amamizu-Familie (天水氏庭園), der Hirayama-Familie (平山氏庭園) und der Fukuyama-Familie (福山氏庭園). | 26. Juli 2007    | 1   |       | Bild gesucht BW |
| Sengan-en 仙巌園附花倉御仮屋庭園 Sengan-en tsuketari Kekura Okariya teien                          | Kagoshima (Karte)     | Japanischer Garten, der zu einer ehemaligen Residenz des Shimazu-Klans gehörte. Der Garten bietet im Süden eine Aussicht auf Sakurajima und die Kagoshima-Bucht. | 15. Mai 1958     | 1   |       | weitere Bilder  |
| Chiran-Fumoto-Gärten 知覧麓庭園 Chiran Fumoto teien                                                | Minamikyūshū (Karte)  | Nahe des Chiran-Friedensmuseums für Kamikaze-Piloten (知覧特攻平和会館). | 23. Feb. 1981    | 1   |       | weitere Bilder  |
| Bōnotsu 坊津 Bōnotsu                                                                               | Minamisatsuma (Karte) | Im Südwesten der Satsuma-Halbinsel, die eine Ria-Küstenlinie mit vielen Buchten, großen und kleinen Inseln bildet. | 29. Jan. 2001    | 8   |       | weitere Bilder  |

## Auf Präfekturebene ausgewiesene Landschaftlich Schöne Orte
Stand 1. Mai 2020 sind drei Orte in der Präfektur Kagoshima auf Präfekturebene als Landschaftlich Schöne Orte ausgewiesen.
| Denkmal | Lage                 | Beschreibung und Anmerkungen                                                               | Ausweisungsdatum | Typ | Links | Bild            |
| --- | -------------------- | ------------------------------------------------------------------------------------------ | ---------------- | --- | ----- | --------------- |
| Sakurajima 桜島 Sakurajima | Kagoshima (Karte)    | Vor etwa 13.000 Jahren entstandene Vulkaninsel auf der es immer wieder zu Eruptionen kommt | 15. März 2017    |     |       | weitere Bilder  |
| Ushinohama-Küste 牛之浜海岸 Ushinohama-kaigan                                                                                          | Akune (Karte)        |                                                                                            | 22. Apr. 2014    |     |       | Bild gesucht BW |
| Kreisförmiges Becken aus Ignimbrit bei Banshohana 番所鼻の溶結凝灰岩の環状プール群 Bandokorobana no yōketsugyōkaigan no kanjō pūru-gun | Minamikyūshū (Karte) |                                                                                            | 19. Apr. 2019    |     |       |                 |

## Auf Gemeindeebene ausgewiesene Landschaftlich Schöne Orte
Stand 1. April 2022 sind 27 Orte in der Präfektur Kagoshima auf Gemeindeebene als Landschaftlich Schöne Orte ausgewiesen, darunter:
| Denkmal                                         | Lage                 | Beschreibung und Anmerkungen                                                                   | Ausweisungsdatum | Typ | Links | Bild            |
| ----------------------------------------------- | -------------------- | ---------------------------------------------------------------------------------------------- | ---------------- | --- | ----- | --------------- |
| Ruinen des Jigenji-Tempels 慈眼寺跡 Jigenji ato | Kagoshima (Karte)    | Der Tempel wurde 1869 durch einen Brand zerstört. Um die Ruinen erstreckt sich heute ein Park. | 26. März 1984    |     |       | Bild gesucht BW |
| Yaseo-Wasserfall 八瀬尾の滝 Yaseo-no-taki       | Minamikyūshū (Karte) |                                                                                                |                  |     |       | Bild gesucht BW |

## Registrierte Landschaftlich Schöne Orte
Stand 1. Juni 2019 sind zwei Orte in der Präfektur auf nationaler Ebene als Landschaftlich Schöne Orte registriert (im Gegensatz zu ausgewiesen).
| Denkmal                                                   | Lage             | Beschreibung und Anmerkungen | Registrierungsdatum | Typ | Links | Bild            |
| --------------------------------------------------------- | ---------------- | ---------------------------- | ------------------- | --- | ----- | --------------- |
| Gärten der Kiyomizu-Familie 清水氏庭園 Kiyomizu-shi teien | Shibushi (Karte) |                              |                     |     |       | Bild gesucht BW |
| Gärten der Torihama-Familie 鳥濱氏庭園 Torihama-shi teien | Shibushi (Karte) |                              |                     |     |       | Bild gesucht BW |